# Diego Quispe Tito
Diego Quispe Tito (Sant Sebastià del Cuzco, 1611 - Cuzco, 1681) va ser un pintor peruà del segle xvii, d'origen indi. És considerat un dels membres destacats de l'escola cuzquenya de pintura.
Els testimoniatges documentals respecte de la seva obra són escassos però es pot dir que inicia la seva obra pictòrica cap a 1627, data de la qual data el seu primer llenç. Va ser seguidor de Gregorio Gamarra, qui al seu torn va ser deixeble de pare Bernardo Bitti. La seva pintura va tenir dues etapes. En la primera, la seva pintura es va caracteritzar per tenir certs retards del manierisme, mentre que en la segona, es pot veure en la seva pintura la influència dels gravats flamencs.
Són temes característics de la seva pintura la Visió de la creu, la Tornada d'Egipte i el Judici Final. Així mateix podem observar en la Sèrie del Zodíac escenes de paràboles i vida de Crist que avui es poden observar en el Palau Arquebisbal de Cuzco. Aquesta sèrie del Zodíac està composta en l'actualitat per nou llenços corresponent cadascun a un signe zodiacal amb una paràbola de la vida de Crist.